# Terrence Rencher
Terrence Lamont Rencher (Bronx, 19 febbraio 1973) è un ex cestista e allenatore di pallacanestro statunitense, professionista nella NBA e in Europa.

## Carriera
Uscito dall'Università del Texas nel 1995, fu scelto al secondo giro del draft NBA dai Washington Bullets con il numero 32 e immediatamente ceduto a Miami.
In Italia ha al suo attivo un campionato di Serie A1 con la Pallacanestro Cantù e una parte di stagione con Viola Reggio Calabria, prima del suo taglio a dicembre con conseguente ingaggio da parte dei Basket Rimini Crabs in Legadue.
Ha disputato anche tre campionati della massima serie in Germania, oltre ad altre parentesi in Croazia, Israele e Grecia.